# Minute by Minute
《Minute by Minute》는 미국의 록 밴드 두비 브라더스의 여덟 번째 스튜디오 음반으로, 1978년 12월 1일, 워너 브라더스 레코드를 통해 발매되었다. 이 음반은 존 하트먼 (이후 《Cycles》까지 공백)과 제프 백스터가 참여한 마지막 음반이다.
이 음반은 빌보드 200 차트에 87주 동안 머물렀으며, 1979년 봄에는 5주간 비연속적으로 미국에서 가장 많이 팔린 음반이었다. 미국 음반 산업 협회로부터 3배 플래티넘 인증을 받았다.

## 배경
이 음반의 수록곡 〈What a Fool Believes〉는 1979년 4월, 빌보드 핫 100 차트에서 1위를 기록하며 밴드 최대의 히트곡이 되었다. 타이틀곡 〈Minute by Minute〉와 〈Depending on You〉 역시 싱글로 발매되어 각각 톱 30에 진입했다.
《Minute by Minute》는 제22회 그래미 어워드에서 두비 브라더스를 주요 수상자로 만들었다. 이 음반은 최우수 팝 보컬 퍼포먼스 (듀오 또는 그룹 부문) 상을 수상했고, 올해의 음반 부문 후보에도 올랐다. 〈What a Fool Believes〉는 올해의 노래와 올해의 레코드를 포함해 총 세 개 부문에서 그래미를 수상했다.

## 평가
| 전문가 평가                         | 전문가 평가 |
| 평가 점수                           | 평가 점수   |
| 출처                                | 점수        |
| ----------------------------------- | ----------- |
| AllMusic                            | [ 3 ]       |
| Christgau's Record Guide            | B           |
| The Encyclopedia of Popular Music   | [ 5 ]       |
| The Great Rock Discography          | 7/10        |
| (The New) Rolling Stone Album Guide | [ 7 ]       |

《롤링 스톤》은 "이 밴드는 록의 가장 강력한 리듬 섹션 중 하나인 여러 작가와 보컬리스트, 뛰어난 리드 기타리스트, 뛰어난 리드 싱어를 보유하고 있으며, 모든 화력을 갖춘 두비 브라더스가 단순히 위대함을 피하기 위해 만족해서는 안 된다"고 결론지었다.

## 곡 목록
| #  | 제목                               | 작사·작곡                          | 보컬     | 재생 시간 |
| -- | ---------------------------------- | ---------------------------------- | -------- | --------- |
| 1. | 〈Here to Love You〉               | 마이클 맥도널드                    | 맥도널드 | 3:58      |
| 2. | 〈What a Fool Believes〉           | 맥도널드, 케니 로긴스              | 맥도널드 | 3:41      |
| 3. | 〈Minute by Minute〉               | 맥도널드, 레스터 에이브럼스        | 맥도널드 | 3:26      |
| 4. | 〈Dependin' on You〉               | 맥도널드, 패트릭 시몬스            | 시몬스   | 3:44      |
| 5. | 〈Don't Stop to Watch the Wheels〉 | 시몬스, 제프 백스터, 마이클 에버트 | 시몬스   | 3:26      |

| #   | 제목                          | 작사·작곡                           | 보컬                | 재생 시간 |
| --- | ----------------------------- | ----------------------------------- | ------------------- | --------- |
| 6.  | 〈Open Your Eyes〉            | 맥도널드, 에이브럼스, 패트릭 헨더슨 | 맥도널드            | 3:18      |
| 7.  | 〈Sweet Feelin〉              | 시몬스, 테드 템플먼                 | 시몬스, 니콜렛 라슨 | 2:41      |
| 8.  | 〈Steamer Lane Breakdown〉    | 시몬스                              | 기악                | 3:24      |
| 9.  | 〈You Never Change〉          | 시몬스                              | 맥도널드, 시몬스    | 3:26      |
| 10. | 〈How Do the Fools Survive?〉 | 맥도널드, 캐롤 베이어 세이거        | 맥도널드            | 5:12      |

## 인증
| 국가                       | 인증        | 판매량/출하량 |
| -------------------------- | ----------- | ------------- |
| 캐나다 (뮤직 캐나다)       | 1× 플래티넘 | 100,000^      |
| 미국 (RIAA)                | 3× 플래티넘 | 3,000,000^    |
| ^출하량을 기반으로 한 인증 |             |               |